# Nationalisme basque
 (avril 2015).
Si vous disposez d'ouvrages ou d'articles de référence ou si vous connaissez des sites web de qualité traitant du thème abordé ici, merci de compléter l'article en donnant les références utiles à sa vérifiabilité et en les liant à la section « Notes et références ».
 (mars 2010).

L'ikurriña fut créé en 1894 par Sabino Arana

Le nationalisme basque est une idéologie politique et culturelle qui défend l'unité politique et la défense de l'identité culturelle sur le territoire du Pays basque.
Il existe différentes conceptions nationalistes (autonomistes, fédéralistes et indépendantistes) qui se distinguent par le statut défendu pour le Pays basque. Le nationalisme basque est majoritairement inséré dans les processus électoraux bien qu'il y ait eu de nombreux groupes pratiquant la lutte armée : ETA, Iparretarrak, et Commandos autonomes anticapitalistes (Comandos autónomos anticapitalistas - CAA).
D'origine catholique, traditionaliste et racialiste, elle s'est sécularisée après la fin de la guerre civile espagnole et de la Seconde Guerre mondiale, abandonnant le concept de race basque au profit de la protection de la langue et de la culture.
Actuellement, les deux grands courants du nationalisme basque sont, d'une part, celui représenté par le Parti nationaliste basque et, d'autre part, la Gauche abertzale, cette dernière étant ouvertement indépendantiste et anticapitaliste et la première pactiste et chrétienne-démocrate. Actuellement, toutes les forces politiques nationalistes basques sont démocrates et se présentent aux élections espagnoles et françaises. Historiquement, une grande partie de la gauche nationaliste a défendu l'usage de la violence, notamment dans la zone d'Euskadi Ta Askatasuna (ETA) mais aussi par les Iparretarrak, les Commandements autonomes anticapitalistes, des groupes de hooligans et autres organisations politiques et syndicales.
Le nationalisme basque est plus largement implanté dans les zones rurales et parmi la population bascophone, mais il bénéficie également du soutien d'autres secteurs sociaux. Son soutien électoral est concentré en Biscaye, Guipúzcoa et la moitié nord de la Navarre,,,.

## Territoires concernés
Le Pays basque (Euskal herria en langue basque) est partagé entre l'Espagne et la France.
- Le Pays basque français (Iparralde signifiant la « partie nord » en langue basque) correspondant aux anciens territoires de Labourd, Soule et la Basse-Navarre. Ces territoires font partie du département des Pyrénées-Atlantiques. 158 communes qui le composent sont maintenant membres de la Communauté d'agglomération du Pays basque.
- Le Pays basque espagnol (Hegoalde signifiant la « partie sud » en langue basque) correspondant aux communautés autonomes espagnoles du Pays basque et de la Navarre (connue comme la Haute-Navarre), l'enclave du Comté de Treviño (Castille-et-León) et l'enclave de Valle de Villaverde (Cantabrie).

Il faut préciser que le nationalisme basque n'est pas présent de manière homogène sur l'ensemble des territoires mentionnés. Il est majoritairement implanté dans la communauté autonome espagnole du Pays basque. Toutefois, il a existé des organisations nationalistes qui ont également revendiqué d'autres territoires comme La Rioja, la Valle de Mena, ou le Béarn.

## Vocabulaire et symboles
- Aberri Eguna : le dimanche de Pâques, les partis nationalistes basques célèbrent l'Aberri Eguna, ou le jour de la patrie basque.
- Aberri : Sabino Arana Goiri a utilisé le mot aberri (patrie) pour la première fois afin de synthétiser en langue basque les aspirations de son idéologie. De la même manière, est né le terme Euzkadi, néologisme créé par Arana face au concept de Euskal Herria, utilisé largement jusqu'alors par des partis qu'il considérait « espagnolistes » pour désigner le Pays basque.
- Abertzale : ce mot vient du mot aberri pour former le mot « patriote ». Ce mot est régulièrement utilisé par les partis nationalistes basques pour se référer à leur communauté.
- Ikurriña : littéralement « drapeau ». Il a été dessiné par les frères Arana. Il devait être à la base le drapeau de Biscaye mais il a été adopté par la suite comme drapeau officiel de la communauté autonome du Pays basque. Le nationalisme basque l'a aussi adopté comme emblème.
- Lauburu: étoile solaire d'origine inconnue et très similaire à d'autres symboles très répandus dans d'autres cultures. Littéralement, Lauburu signifie « quatre têtes ». Certains auteurs ont établi des connexions entre cet emblème que l'on retrouve sur les tombes médiévales de la corniche cantabrique et le « Lábaro » de la Cantabrie. Le nationalisme basque l'utilise comme symbole de l'union des quatre territoires basque d'Espagne (Alava, Biscaye, Guipuscoa, et la Navarre), chaque tête du Lauburu correspondrait à un territoire. Cette union est connue sous le terme Laurak Bat signifiant « les quatre en un » et deviendrait par la suite Zazpiak Bat signifiant « les sept en un » en ajoutant les trois territoires de l'autre côté des Pyrénées : Labourd, Soule et la Basse-Navarre en France.
- Arrano beltza : littéralement « l'aigle noir ». C'était le sceau du roi de Navarre Sanche VII de Navarre, dit le Fort. Il a été utilisé comme premier drapeau du Pays basque.

Ikurriña Drapeau basque créé par les frères Arana
Lauburu, symbole des provinces basques espagnoles
L'aigle noir, sceau du roi Sanche VII de Navarre, premier drapeau du Pays basque

## Études sociologiques
Les informations fournies par l'Euskobarómetro, études sociologiques périodiques réalisées par l'Université du Pays basque et dirigées par Francisco José Llera Ramo, professeur de sciences politiques et d'administration, sympathisant reconnu du PSOE, donnent des informations contradictoires : 34 % des personnes interrogées expriment un désir important d'indépendance, 22 % expriment un désir modéré et 32 % expriment aucun désir d'indépendance.
Selon cette même étude, 39 % veulent une autonomie, 30 % l'indépendance, 27 % le fédéralisme et seulement 1 % est favorable à l'État central. 42 % se considèrent nationalistes face à 51 % qui se considèrent non-nationalistes. On note une baisse des positions nationalistes qui se trouvaient juste à un point des non-nationalistes en mai 2006. 3 % des sondés estimaient que l'Espagne était leur nation, 18 % que l'Espagne était leur pays.
En outre, l'étude montre qu'en 2007, 31 % des sondés se considéraient autant basques qu'espagnols, 33 % uniquement basques, 22 % plus basques d'espagnols, 5 % uniquement espagnols et 4 % plus espagnols que basques.
Par ailleurs, les résultats du sociomètre du Gouvernement basque montrent, avec une méthodologie différente, d'autres résultats. Selon le cabinet de prospection sociologique en mai 2006, 32 % étaient d'accord avec l'indépendance du Pays basque par rapport à 26 % en janvier 2007. Cette baisse claire s'explique par le fait qu'en mai 2006, 19 % « étaient d'accord ou pas selon les circonstances » alors que dans l'édition de janvier 2007, le pourcentage s'élevait jusqu'à 35 %. En 2007, 28 % s'opposent à l'indépendance alors qu'ils étaient 35 % l'année précédente. Ceux qui ne se prononcent pas passent alors de 15 % à 11 %.
Toutefois, les deux études ne s'étendent qu'au Pays basque, excluant ainsi à la fois la Navarre et les trois provinces de Iparralde en France.
L'étude présentée par Eusko Ikaskuntza en mars 2007, « Identité et culture basques au début du XXIe siècle », reflète les opinions de toutes les régions du Pays basque. Il s'agit d'une étude ample qui comporte 147 pages. 44 % des sondés assurent se sentir plus basques qu'espagnols ou français, 23 % aussi basques qu'espagnols ou français, 12 % plus espagnols ou français que basques, 7 % plus navarrais que basques, 4 % aussi espagnols que navarrais, 3 % aussi basques que navarrais et 7 % revendiquent une autre identité.
Durant la campagne électorale du Parlement basque en 2012 et au long des débats sur l'indépendance surgis en Catalogne après la manifestation du 11 septembre 2012, le journal Gara publia une enquête sur l'indépendance. 51 % des Basques déclarent alors ne pas être favorables à l'indépendance face à 49 % qui se prononcent pour. La majorité des Basques (56,4 %) n'a pas répondu à la question de savoir si l'indépendance améliorerait ou empirerait les conditions du Pays basque.

## Histoire
Le nationalisme basque est né à la fin du XIXe siècle en réaction à la victoire des libéraux en Espagne qui, par imitation des idées professées par la Révolution française, voulaient construire un État espagnol centralisé.

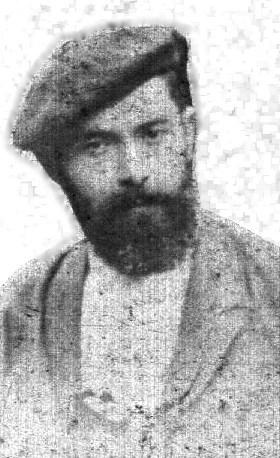
Sabino Arana Goiri

Le 21 juin 1876 sont abolis les fors du Pays basque sont abolis. Leur restauration sera l’une des principales revendication du mouvement nationaliste basque qui apparaît à la fin du siècle.

### Précurseur
L'écrivain romantique Augustin Chaho (1810-1858) est considéré comme le précurseur du nationalisme basque moderne. Journaliste, il fonde et dirige la revue Ariel. Dans Viaje por Navarra durante la insurrección de los vascos, publié en 1836, soit pendant la Première Guerre carliste, il réalise la première formulation explicite du nationalisme basque.

### Origines

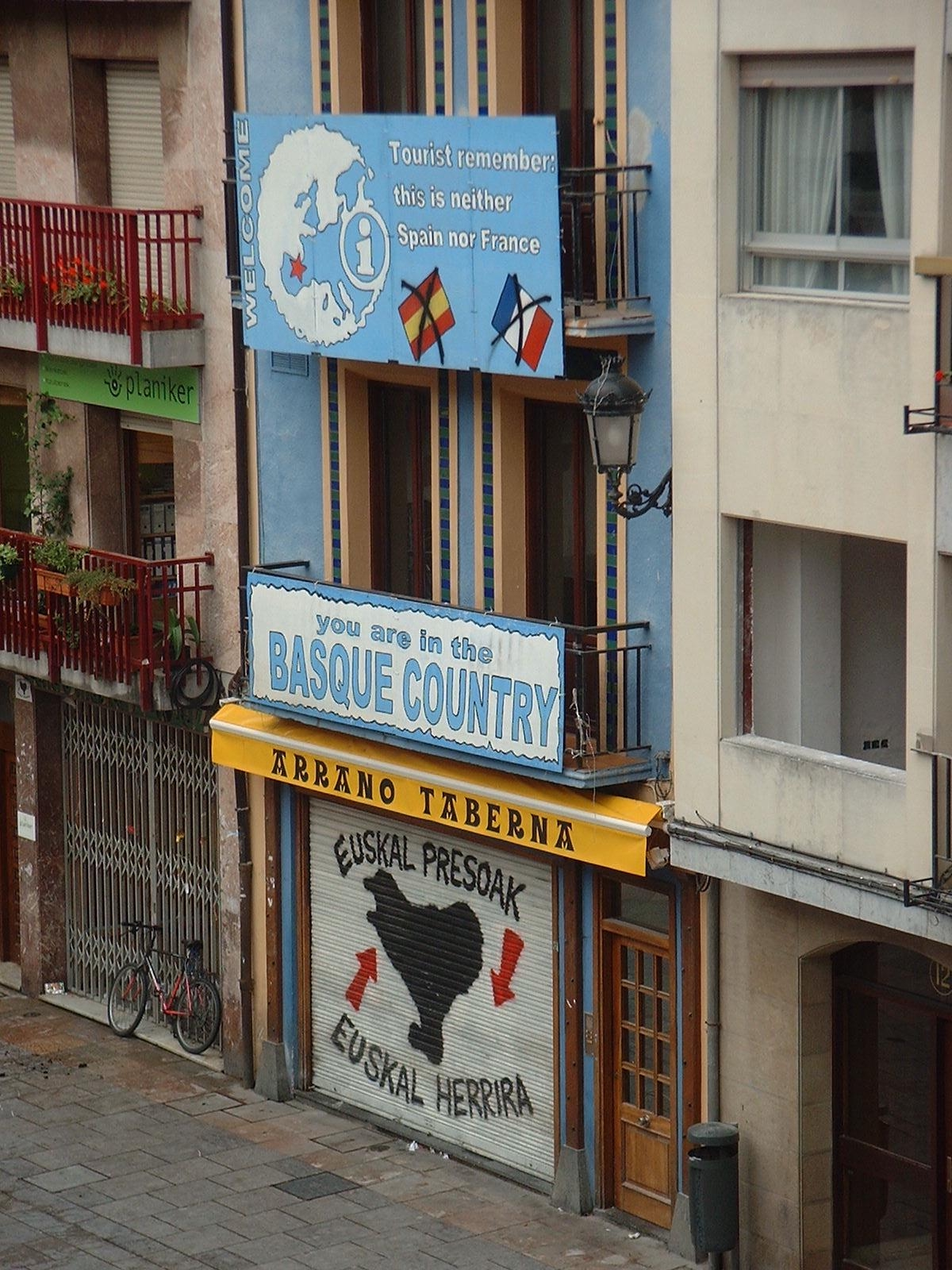
Affichage du nationalisme basque

Le fondateur du nationalisme basque, Sabino Arana Goiri, mit en place une idéologie nationaliste (« Euzkadi est la patrie des Basques » déclare-t-il) liée à un peuple (« race » dans la phraséologie de l'époque), un hymne, un drapeau, l'Ikurriña (au départ chaque province s'était vue attribuée par Sabino Arana son drapeau propre, mais c'est celui de la Biscaye qui a été adopté par l'ensemble des sept provinces historiques), des devises (« Dieu et l'ancienne loi » ou « Les Basques pour Euzkadi et Euzkadi pour Dieu ») et créa un parti politique pour populariser ses idées : EAJ-PNV. Après avoir souffert des attaques incessantes du côté espagnol et plusieurs séjours en prison, il meurt à l'âge de 38 ans et laisse le parti aux mains de son frère, Luis Arana Goiri, et de l'industriel, Ramon de la Sota. Sabino Arana a été le premier à envoyer un télégramme de félicitations au président des États-Unis à la suite de la défaite des Espagnols contre les Américains à Cuba en 1898, la colonie espagnole devint de ce fait indépendante. Sabino avait aussi défendu les droits des noirs Hottentots face aux Blancs, Britanniques et Néerlandais durant la seconde guerre des Boers en Afrique du Sud au début du XXe siècle.

### Laguerre civile espagnole
Après la mort de Sabino Arana, son œuvre est poursuivie par le parti qu'il a fondé, EAJ-PNV. Pendant la Seconde République, EAJ-PNV mobilise le Pays basque sud en faveur d'un statut d'autonomie qui n'est accordé par la République, dans l'urgence créée par le soulèvement franquiste de juillet 1936, qu'à l'automne de cette année-là. Le premier gouvernement d'Euzkadi est présidé par José Antonio Agirre (EAJ-PNV) et compte des ministres nationalistes basques et des partis de gauche qui soutiennent la république espagnole. Après le bombardement de Guernica en avril 1937 et la chute de Bilbao en juin de cette même année, le gouvernement d'Euzkadi prend la route de l'exil, pendant que la répression franquiste s'abat sur les nationalistes basques et la gauche espagnole. C'est clandestinement qu'EAJ-PNV poursuit la lutte de l'intérieur, pendant qu'en exil le gouvernement du lehendakari Agirre tente de mobiliser l'opinion publique internationale en faveur de la cause des Basques.

### Les «années rouges»
En 1960, sous la dictature franquiste, ETA, acronyme de « Euskadi Ta Askatasuna » qui signifie « Pays basque et liberté », est fondée par un groupe de jeunes gens. Elle lutte clandestinement, mais ne se proclame pas une organisation révolutionnaire d'inspiration marxiste-léniniste avant 1967. Prenant l'exemple de Mao et des mouvements anti-colonialistes d'inspiration souvent eux-aussi communistes, elle définit le Pays basque comme une colonie opprimée par l'État espagnol et devant donc se libérer de lui par la pratique de la guérilla en lien avec une mobilisation de masse incarnées par le syndicat LAB fondé en 1974, le mouvement de jeunesse Jarrai (devenu Haika puis Segi) ou l'association anti-répressive Gestorias pro amnistia. Plus tard, une action politique institutionnelle sera entreprise à la manière du Sinn Féin irlandais ou de la A cuncolta naziunalista corse. Cette « internationalisation » du conflit basque est revendiquée par des révolutionnaires marxistes-léninistes actifs au sein de ETA comme Argala qui considère la lutte de libération nationale du peuple basque comme front d'un conflit anti-impérialiste à l'échelle mondiale et qui tente d'appliquer à son pays les préceptes développées par Mao en Chine et repris alors par Ibrahim Kaypakkaya en Turquie, par Mazumdar en Inde et Sison aux Philippines.

### Latransition démocratique espagnole
À la mort de Franco, le Parti nationaliste basque (EAJ) s'unit à la gauche espagnole pour obtenir un nouveau statut d'autonomie qui est finalement approuvé par référendum dans la communauté autonome basque ou Euzkadi (alors que la constitution espagnole n'avait jamais été acceptée dans les provinces basques jusqu'ici). Le parti politique Herri Batasuna est créé en 1978. Il se présente aux élections en niant tout lien avec ETA sans condamner les attentats que l'organisation révolutionnaire commet. Herri Batasuna réalise généralement aux élections de la Communauté autonome basque des scores allant de 10 à 15%. Il s'agit moins de proposer une solution au problème basque que de l'accentuer et l'approfondir pour l'utiliser comme une arme contre l'État « capitaliste et impérialiste » espagnol.
ETA a subi de nombreuses scissions, notamment celle entre les « milis » (ou militaires, souhaitant continuer la lutte armée) et les « polimillis » (ou politico-militaires, revendiquer l'idéologie marxiste afin de limiter la lutte armée au profit de mouvements de masse, avant de l'abandonner finalement totalement quelques années seulement après la scission). Au début des années 1990, ETA supprime la mention du marxisme-léninisme de ses statuts au profit de celle du « socialisme démocratique ».
Une gauche patriote (abertzale) s'est alors développée condamnant les actions d'ETA et collaborant avec l’État espagnol, comprenant notamment une scission du PNB de 1986, Eusko Alkartasuna, et le parti Aralar composé de militants issus de Herri Batasuna, ayant refusé de poursuivre la stratégie de « soutien plus ou moins explicite » à ETA après l'interdiction du parti Herri Batasuna en 2000. Ceux refusant toujours de condamner les attentats d'ETA ont continué à se présenter aux élections sous différentes appellations comme Batasuna, interdite en 2003 et placée sur la liste des organisations terroristes de l'Union Européenne jusqu'en 2009. Le Parti communiste des Terres Basques réalise 12,44 % aux élections de la communauté autonome en 2005 avant d'être interdit en 2008 au même titre que l'Action nationaliste basque, pour des soupçons de liens avec ETA et Batasuna. Certains analyses n'hésitent pas à qualifier cette criminalisation systématique des partis indépendantistes socialistes basques se présentant aux élections, « d'état d'exception ».

#### Le «nouveau cours politique» des années 2010
Cette criminalisation, associée à l'inefficacité (voire selon certains l'agacement des Basques vis-à-vis) des actions d'ETA, conduit les dirigeants de Batasuna à fonder Sortu, qui est autorisée par l'État espagnol en 2011 après un long suspens. Cette organisation rejette la lutte armée tout en conservant, en théorie, l'objectif d'un état socialiste basque indépendant. La même année, ETA annonce s'engager dans un processus de démilitarisation. En 2014 est fondée la coalition Bildu réunissant Sortu, Eusko Alkartsuna, Aralar et Alternatiba, les principaux partis de gauche abertzale étant ainsi unifiée en une seule entité. La dernière cache d'armes et explosifs d'ETA est officiellement neutralisée le 8 avril 2017 dans le cadre d'une cérémonie solennelle où des représentants des États français et espagnol rendent hommage aux victimes d'ETA avant une « manifestation pour la paix » organisée la même journée à Bayonne.

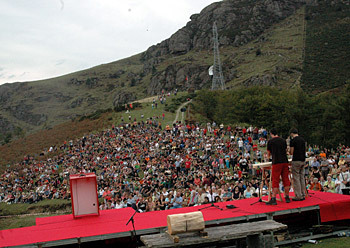
Meeting politique tenu le 22 septembre 2006 à Aritxulegi, Oiartzun, en l'honneur d'activistes liés au nationalisme basque.